# Halophileae
Halophileae, tribus od 3 roda (1 monotipičan) s ukupno 21 vrstom biljaka iz potporodice  Najadoideae, dio porodice žabogrizovki. Tipični rod su oceanske podvodne trave Halophila raširene po tropskim područjima Indijskog oceana i Pacifika
Njemački botaničar Ascherson je smjestio Halophilu pod pleme Halophileae u porodicu Najadaceae, a zatim su je Ascherson i Gürke dodijelili tribusu Halophiloideae unutar porodice Hydrocharitaceae. Rydberg je kasnije uključio Halophilu u porodicu Elodeaceae umjesto u porodicu Hydrocharitaceae. Den Hartog smatra da je Halophila jedan od devet rodova u Hydrocharitaceae; međutim, u svojoj monografiji, slijedio je Nikaijevo tumačenje i smjestio Halophila pod potporodicu Halophiloideae (samo jedan rod) u porodicu Hydrocharitaceae. Den Hartog i Kuo naglasili su da status potporodice Halophiloideae treba zadržati za rod Halophila.

## Rodovi
Tribus Halophileae Dumort.
1. Halophila Thouars (18 spp.)
2. Enhalus Rich. (1 sp.)
3. Thalassia Banks & C. Koenig (2 spp.)